# Ludwig Oelsner
Ludwig Oelsner (* 22. Dezember 1831 in Bernstadt an der Weide, Provinz Schlesien; † 24. März 1910 in Frankfurt am Main) war ein deutscher Historiker, Bibliothekar und Gymnasialprofessor.
Oelsner studierte Geschichte in Breslau und Berlin und war Schüler von Leopold Ranke. 1853 promovierte er und ging 1858 nach Frankfurt am Main als Lehrer am Philanthropin. Ab 1868 unterrichtete er an der Handelsschule und ab 1877 am neu gegründeten Wöhler-Realgymnasium in Frankfurt. 1884 erhielt er den Professorentitel und 1899 wurde er pensioniert.
Er war im Vorstand der Freiherrlich Carl von Rothschild’schen Öffentlichen Bibliothek und ehrenamtlicher Bibliothekar der Polytechnischen Gesellschaft (die das Wöhler-Realgymnasium gründete), deren Geschichte er verfasste.
Er veröffentlichte historische Werke über das Mittelalter und über Volkswirtschaftslehre.

## Schriften
- R. Sabbathai Bassista und sein Prozess. Nach gedruckten und ungedruckten Quellen. Leipzig 1858
- Herausgeber: Schlesische Urkunden zur Geschichte der Juden im Mittelalter, Wien 1864
- Herausgeber: Jahrbücher des fränkischen Reiches unter König Pippin, Leipzig 1871
- Herausgeber und Übersetzer:  Kaiser Karls IV. Jugendleben von ihm selbst erzählt, Die Geschichtschreiber der deutschen Vorzeit, Band 83, Leipzig 1899, Neuauflage Böhlau 1956 (Hrsg. Anton Blaschka)
- Volkswirtschaftskunde 1903